# Eisstadion am Friedrichspark
Das Eisstadion am Friedrichspark war ein Eisstadion in Mannheim, Baden-Württemberg und bis 2005 Heimspielort der Adler Mannheim aus der Deutschen Eishockey Liga.

## Geschichte

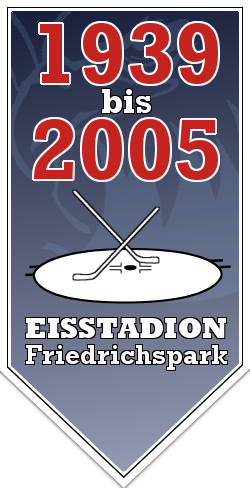
Banner zu Ehren des Friedrichsparks in der SAP-Arena

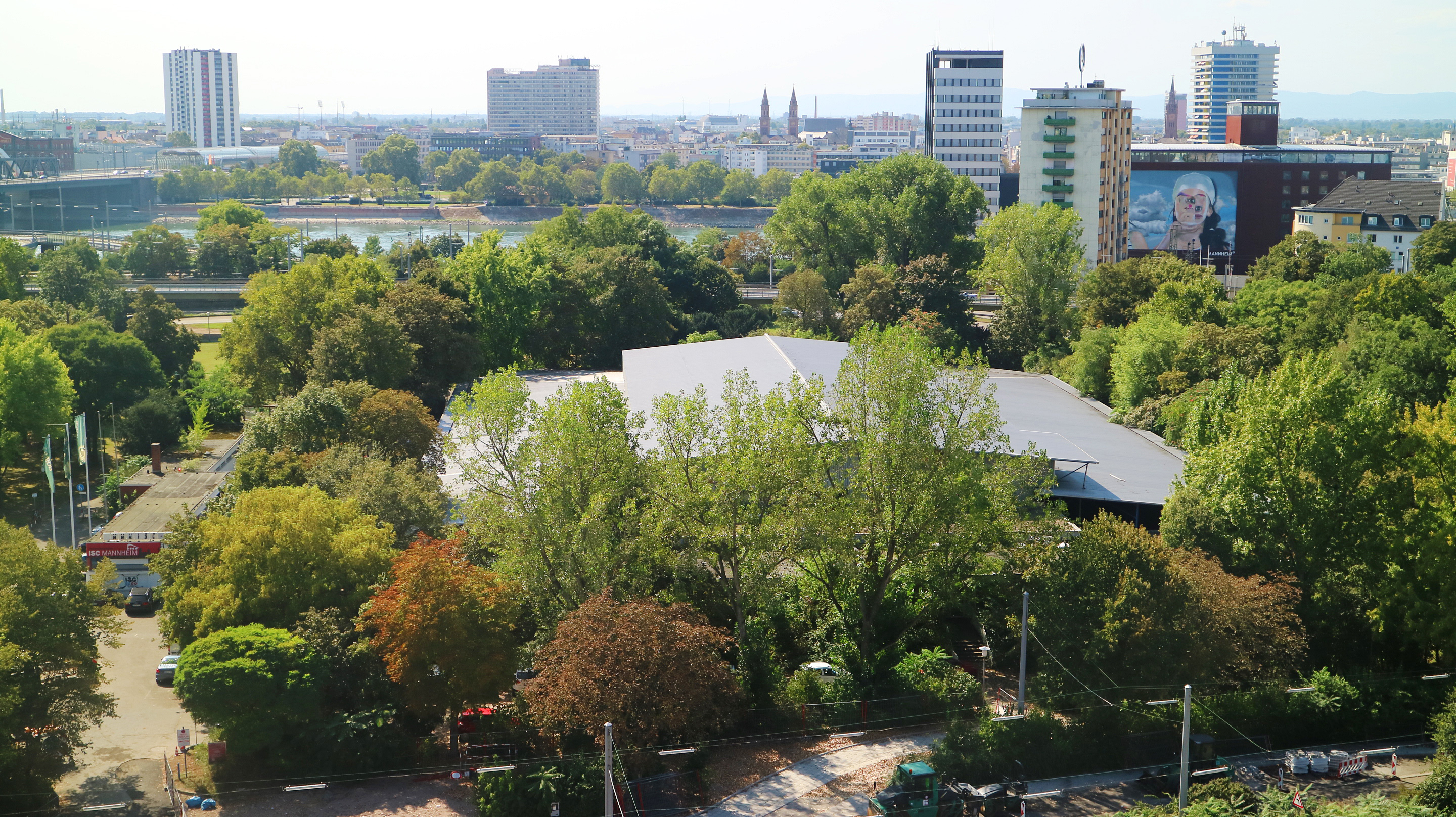
Eisstadion Friedrichspark Mannheim von oben

Mit Gründung des Mannheimer Eis- und Rollsport-Club im Jahr 1938 war der Bau der Stätte nötig geworden, am 19. Februar 1939 wurde das Eisstadion schließlich unweit des Mannheimer Schlosses eröffnet. Es war nach Plänen von Richard Pabst gebaut worden, der schon für das Olympiastadion in Garmisch-Partenkirchen verantwortlich gewesen war. Das Stadion verfügte über eine Kunsteisfläche von 60 × 30 Metern. Die überdachte Haupttribüne mit Sitzplätzen an der Ostseite fasste 2500 Zuschauer, die anderen Seiten mit Stehtribüne etwa 5000 Zuschauer. 1943 bei einem Luftangriff schwer zerstört, wurde es wiederaufgebaut und 1948 mit 10.000 Steh- und 2.000 Sitzplätzen eröffnet. Die Spielstätte war zunächst ein Freiluftstadion, erst zwischen 1959 und 1962 wurden die Zuschauertribünen überdacht. Das Spielfeld wurde schließlich 1969 überdacht. Weiterhin blieb das Stadion jedoch nach drei Seiten hin sowie am Übergang zwischen Spielfläche und Zuschauertribünen offen, sodass die Spiele bei starkem Schneefall oder Nebel beeinträchtigt wurden. In der Spitze wurden 11.000 Zuschauer eingelassen, später wurde das Fassungsvermögen aber aus Sicherheitsgründen auf etwa 8.200 beschränkt.
Mit zunehmendem Alter wurde der Zustand des Stadions immer maroder, die Stadt Mannheim sah sich als Eigentümer jedoch außerstande, mehr als die dringendsten Reparaturen durchzuführen. Ein Stadionneubau wurde erst diskutiert, als sich in den 1980er-Jahren teilweise Fernsehsender wegen der schlechten Arbeitsbedingungen weigerten, Live-Übertragungen durchzuführen. Im Laufe der Jahre scheiterten immer neue Pläne für den Bau einer neuen Arena – erst Ende der 1990er-Jahre konnte ein Neubau, unterstützt von SAP-Mitbegründer und Adler-Sponsor Dietmar Hopp, realisiert werden.
Am 17. April 2005 fand mit der Adler-Niederlage in der Finalserie gegen Berlin das letzte Pflichtspiel im Friedrichspark statt. Am letzten Wochenende des Aprils wurde die große Abschiedsfeier „Bye bye Friedrichspark“ durchgeführt, danach zogen die Adler Mannheim in die neue SAP-Arena um. Das Stadion wurde anschließend bis zu seiner endgültigen Schließung im Jahr 2021 von verschiedenen Inlinehockey-Vereinen genutzt, hauptsächlich vom ISC Mannheim. Daneben war es bis zur Fußball-Weltmeisterschaft 2018 regelmäßig Veranstaltungsort für Public Viewings.

Bereits 2005 wurde nach Auslaufen des Pachtvertrags der Adler Mannheim von einem Abriss des Stadions ausgegangen. Nach zahlreichen Verzögerungen und einem Übergang des Geländes an das Land Baden-Württemberg wurde schließlich bekannt, dass das ehemalige Stadion nach dem Abriss für Erweiterungsbauten der benachbarten Universität Mannheim genutzt werden soll. 2017 wurden diese Planungen mit einem städtebaulich-landschaftsplanerischen Wettbewerb konkretisiert. Es folgten erneut zahlreiche Verschiebungen der angedachten Abrissarbeiten, u. a. aufgrund notwendiger Umsiedelungen einer auf dem Gelände ansässigen Population von Mauereidechsen. Nach ersten Rodungsarbeiten im Februar 2024 begann der Abbruch der Gebäude letztlich am 24. Juni 2024. 